# Лекомцев, Авель Анатольевич
Авель Анатольевич Лекомцев (5 марта 1933—1975) — советский художник и живописец по металлу. Яркий представитель «ижевской гравёрной школы», основанной Л. М. Васевым.

## Биография
- Родился в 1933 году в семье деревенского столяра. После окончания Великой Отечественной войны отправился на учебу в художественно-ремесленное училище города Ижевска. Пытался поступить на специальность «резчик по дереву», но прошёл курс обучения по специальности «гравёр».
- В 1949 году после окончания училища получил пятый квалификационный разряд и начал работать на Пермской фабрике «Госштамп», затем отслужил в ВС СССР.
- После окончания срока службы в 1954 году пришел на Ижевский механический завод в цех № 36 в группу гравёров ижевского художника Л. М. Васева.
- В 1958 году в возрасте 25 лет был награждён медалью «За трудовое отличие».
- В начале 60-х занимался выполнением правительственных заказов, например — подготовкой охотничьего ружья в подарок Н. С. Хрущёву.
- В 1968 году был награждён бронзовой медалью ВДНХ.
- В 1969 году был награждён нагрудным знаком «Отличник соцсоревнования РСФСР».
- В 1970 году был удостоен медали «За доблестный труд. В ознаменование 100-летия со дня рождения В. И. Ленина»
- В 1971 году был удостоен Ордена Октябрьской Революции[2]

## Творчество
Помимо декоративного украшения «штучных» ружей занимался экспериментами с применением металлизации цветными металлами, диффузионной сварки и напыления металла для художественного оформления оружия. Разработал метод нанесения рисунка с помощью напыления металла, применимый для массового производства. Пытался заимствовать для своих работ традиции итальянской оружейной школы в технике тонкого гравирования.